# Надија Али
Надија Али (Триполи, 3. август, 1980) је пакистанско-америчка кантауторка, која живи и ради у Њујорку. Постала је позната током 2001. године као прва жена и текстописац бенда iiO, након што је њихов дебитански сингл Rapture досегао до другог места музичке листе синглова у Великој Британији. Сингл се такође нашао на листама више држава у Европи. Сингл групе iiO под називом Is It Love? нашао се на првом месту Билбордове денс листе.
Након што је 2005. године започела соло каријеру, Али је постала вокал електронске денс музике. Свој дебитански албум под називом  објавила је 2009. године. Три сингла са албума доспела су у првих десет Билбордове музичке денс листе, укључујући сингл Love Story, који је био на првом месту.
Године 2010. Али је објавила ремикс албум под називом Queen of Clubs Trilogy како би обележила деценију певачке каријере. Сингл Rapture поново је објављен и доживео је велики успех на музичким листама широм Европе. Године 2011. објавила је сингл Pressure који је био нарочито популаран међу клупском музиком, а за њега награђена је Међународном денс музичком наградом. Године 2012. објавила је сингл Must Be the Love, а 2017. песму Almost Home која је била на четвртој позицији Билбордове листе Dance/Mix Show Airplay и добила номинацију за Јуно награду.
Нови правац и звук представила је 2018. године у оквиру експерименталног пројекта под називом HYLLS, променивши правац из електронске музике ка инди поп жанру.

## Живот и каријера

### Младост и почеци у групи
Надија Али рођена је у Триполију, а њени родитељи су пакистанског и либијског порекла. Заједно са породицом преселила се у Њујорк када је имала пет година, а одрасла је у Квинсу.
Када је имала седамнаест година, почека је да ради у представништву фирме Версаче. Колега из фирме упознао ју је са музичким продуцентом Маркусом Мосером, који је тражио певачицу, која би сарађивала са њим на његовим продукцијама у Немачкој. Али је пристала и радила на текстовима песама, као и на вокалима. Њена прва песма био је сингл Rapture, који је написала за 30 минута. Демо песма први пут је изведена у њујоршком клубу Твило 2001. године, а подршку је добила од диск џокеја Пете Тонга, који је свирао демо у својој емисији на Би-Би-Си радију 1. Песма је након тога постала омиљена на Ибици, након што су је подржали и извели многи утицајни диск-џокеји. Rapture је званично објављен крајем 2001. године под окриљем издавачке куће Ministry of Sound, а сингл је постигао велики комерцијални успех, био је на другом месту листе синглова у Великој Британији, на Билбордовој денс листи и на музичким листама широм Европе. Након успеха песме Rapture Али је основала музичку групу iiO. Група је имала турнеје по свету и објавила још неколико синглова, укључујући At the End, Runaway, Smooth и Kiss You. Њихов први студијски албум под називом  објављен је 2005. године. Током 2005. Али је напустила групу и започела соло каријеру, док је Монсер наставио рад са материјалом групе iiO. Најистакнутија издања групе укључују сингл из 2006. године под називом s It Love? који је био на првом месту Билбордове денс листе, ремикс албум из 2007. године под називом Reconstruction Time: The Best Of iiO Remixed и студијски албум Exit 110.

### 2006—2009:
Али је започела да ради на свом дебитанском соло албуму убрзо након што је напустила групу iiO. Њено прво издање био је сингл под називом Who is Watching?, који је снимила у сарадњи са холандским диск џокејом Армином ван Буреном, а он се нашао на његовом албуму . Након тога објавила је песму Something to Lose 2006. године, дует са певачицом Роско, коју је објавила издавачка кућа Ultra records.
У јуну 2008. године објавила је сингл Crash and Burn, први са њеног соло албума. Сингл је постао клупски хит и нашао се на шестом месту Билбордове листе Хот денс. Други албумски сингл под називом  објавила је у фебруару 2009. године, а он се такође нашао на Билбордовој денс листи у априлу 2009. године и новинован је за Најбољи прогресив/хаус сингл 2010. године на Међународним денс музичким наградама. У МТВ емисији Iggy представљена је у марту 2009. године, где је снимила три уживо записа, када је изводила песме Rapture, Crash and Burn и Love Story. Трећи албумски сингл под називом Fine Print, Али је објавила у јулу 2009. године и тако најавила њен дебитански соло албум Embers. Сингл Fine Print био је на четвртој позицији Билбордове денс музичке листе. Embers је објављен у септембру 2009. године за Надијину музичку кућу, Smile in Bed Records. Албум је добио углавном позитивне критике од стране публике и музичких критичара. Критичар Чејс Гран са сајта about.com назвао је албум добрим, са импресивним песмама. Гаил Наваро из магазина Racket похвалила је Надију због њених текстова. Али је након тога објавила две песме 2009. године, Better Run са диск-џокејом Токадиском, која је изашла на његовом албуму TOCA 128.0 FM и песму 12 Wives In Tehran са Сержом Девантом, која се нашла на његовом албуму .

### 2010—2011:
Надијино прво издање 2010. године била је песма Try, коју је снимила у сарадњи са немачким продуцентом Шилером и она је изабрана као водећи сингл за албум Atemlos, а спот за песму премијерно је представљен на Јутјубу у фебруару 2010. године. У априлу 2010. године Али је објавила Fantasy, четврти сингл са албума Embers. Песма је изабрана као албумски сингл од стране њених фанова, након гласања на Фејсбуку. За песму Fantasy одрађен је и спот, а она се нашла на Надијином ремикс албуму Queen of Clubs Trilogy: The Best of Nadia Ali Remixed. Албум се састоји од три издања: Ruby Edition (август 2010.), Onyx Edition (октобар 2010.) и Diamond Edition (децембар 2010.). На песмама које су се нашле на албуму, Надија је сарађивала са Армином ван Буреном, Авичијем и Гаретом Емеријем, као и са другим диск-џокејима и музичким продуцентима.
МТВ је Надију описао као „једну од краљица електронске и денс музике”. Забележено је да је Надија непогрешиви глас денс музике и наводи се да је обогатила и оживела тај музички жанр. Певачица је током каријере често сарађивала са диск-џокејима, који су је подржавали и правили ремиксе њених песама. У децембру 2010. године добила је прву номинацију за Греми награду, када је ремикс Моргана Пејџа, Надијине песме Fantasy номинован у категорији „Најбољи музички ремикси песама”. Надијина прва песма са бендом iiO, под називом Rapture објављена је као сингл на албуму Queen of Clubs Trilogy, са ремиксима Тристана Гарнера, Гарета Емерија и Авиција. Нови спот за песму објављен је 24. јануара 2001. године. Након тога, песма Rapture нашла се на трећем месту Топ 100 листе Румуније, као и на листама многих других европских држава.
Током 2010. године објављене су многе Надијине песме, на којима је сарађивала са многобројим диск-џокејима и музичким продуцентима, укључујући песму That Day, снимљену у сарадњи за Дрезредном. Велики број Надијиних песама нашао се на компилацијским албумима. Наредно издање под називом  објављено је 13. јула 2010. године. Надија се појавила на песми Feels So Good, која се нашла на албуму Mirage, Армина ван Бурена. Feels So Good изашла је као пети албумски сингл, а песма је изгласана у категорији за „Најбољу тренс нумеру” на 27. Међународним денс музичким наградама.
Током 2011. године Али је најавила да ће сарађивати са неколико диск-џокеја и продуцената. Први од њих биио је дуо Sultan & Ned Shepard, са којима је снимила песму Call My Name, а она је објављена 9. фебруара 2011. године. Песма је доживела велики клупски успех, била је на петој позицији Билбордове денс клуб музичке листе. Друга песма, под називом Pressure, коју је Надија снимила са Старкилерсом и Алексом Кењијем објављена је 15. фебруара 2011. године под окриљем издавачке куће . Шведски диск-џокеј Алесо одрадио је ремикс песме Pressure, она је постао клупски хит и добила позитивне критике од многих познатих диск-џокеја и музичара као што су Армин ван Бурен, Тијесто, Swedish House Mafia и Калвин Харис. Песма је изгласана за Најбољу прогресив хаус нумеру на 27. Међународној денс музичкој додели награда.
у априлу 2011. године, група iiO објавила је студијски албум под називом Exit 110, на којем је Надија учествовала као вокалисткиња. Дана 23. маја 2011. године успоставила је сарадњу са Алексом Сезом на песми Free To Go. Сарађивала је са Сандером ван Думом на његовом другом студијском албуму под називом Eleve11, на песми Rolling the Dice. Након тога сарађивала је са дуом Spencer & Hill на песми Believe It, која је објављена 3. октобра 2011. године под окриљем издавачке куће . Надија је још једном сарађивала са Старкилерсом, овога пута на синглу Keep It Coming, који је објавила издавачка кућа Spinnin' Records, 26. децембра 2011. године, а он се нашао на првом месту музичке листе веб-сајта beatport.com.

### 2012—2017
Од фебруара 2010. године Надија је почела рад на другом студијском албуму. Видео спот за водећи сингл под називом When It Rains, објављен је у августу 2011. године. У мају 2012. године Надија је најавила да се сели у Лос Анђелес јер је имала потребу за променом, након што је 26 година провела у Њујорку. Њена прва песма објављена 2012. године била је This Is Your Life, уједно и четврти сингл са албума On the Edge, шведског диск-џокеја EDX-a. Након тога снимила је песму Carry Me у сарадњи са Морганом Пејџом, што је уједно био и четврти сингл са његовог албума . Надијино наредно издање била је песма Must Be the Love, водећи сингл са албума , музичара BT.
У децембру 2012. Надија је објавила да је верена, а удала се у октобру 2013. године. У јануару 2014. године Надија је обрадила песму Roxanne енглеске рок групе The Police и објавила је на интернету за бесплатно преузимање. У септембру 2015. године објавила је сингл All In My Head, на којем је гостовао музичар PANG!. У јулу 2017. године након две године паузе од музике, Надија се вратила са песмом Almost Home, коју је снимила у сарадњи са дуом Sultan & Shepard и музичарем ИРО. Песма је била на четвртој позицији Билбордове денс/микс листе. Almost Home номинована је за Денс издање 2018. године на Јуно додели награда.

### 2018—данас
Надија је најавила покретање музичког пројекта под називом HYLLS са новим звуком и режијом, који је објављивао по једну песму месечно током 2018. године. На овом пројету, Надија је променила жанр, из електронске музике ка инди поп жанру. Певачица је истакла да је овај пројекат био експерименталан и потпуно другачији од претходних, због чега је одлучила да га не назове њеним именом. На овом пројекту сарађивала је са неколико цењених музичких продуцената, који су одлучили да остану анонимни. Први сингл са пројекта, под називом All Over The Place објављен је у јануару 2018. године, а други, Linger је обрада песме музичке групе The Cranberries и објављен је 16. фебруара исте године. Трећи сингл под називом Chance објављен је 24. марта 2018. године.

## Музички стил и утицаји
Надија је најпознатија по својим карактеристичним гласовним и вокалним способностима. Рема Кумари из МОБО-а описала је Надијин рад као „мајсторски, уоквирен еуфоријом и мелахолнијом”. Песме са албума Embers упоређиване су са песмама Мадоне, а магазин Билборд је похвалио њен глас.
На Надију је утицала електрична музика, а музички таленат приписује свом источном пореклу и васпитању у Квинсу. Као највеће утицаје навела је алтернативни рок, традиционалну музику и пакистанску музику. Неки од музичара који су имали утицају на њу су Стиви Никс, Мадона, Нусрат Фатех Али Кан, Бони и бенд Sade. Њен дебитански албум окарактерисан је као спој елетронике, акустичке и блискоисточне мелодије. Похваљена је због текстова у којима је описивала лична искуства са људима, као и због упечатљивог акорда. Након неколико година паузе, направила је музички пројекат под називом HYLLS у којем је задржала свој стил, а променила жанр ка инди звуку, због чега је упоређена са инди поп бендом The xx.

## Дискографија

### Студијски албуми
| Назив            | Детаљи                                                                                                   | Извор(и) |
| ---------------- | --- | -------- |
| Embers           | - Датум објављивања: 15. септембар 2009. - Издавачка кућа: - Формат: ЦД, дигитално преузимање            | [ 72 ]   |
| Once (пројекат HYLLS) | - Датум објављивања: 7. мај 2019. - Издавачка кућа: самостално издање - Формат: ЦД, дигитално преузимање | [ 73 ]   |

### Ремикс албуми
| Назив                                   | Детаљи                                                                                   | Извор(и) |
| --------------------------------------- | ---------------------------------------------------------------------------------------- | -------- |
| Queen of Clubs Trilogy: Ruby Edition    | - Датум објављивања: 31. август 2010. - Издавачка кућа: - Формат: дигитално преузимање   | [ 37 ]   |
| Queen of Clubs Trilogy: Onyx Edition    | - Датум објављивања: 28. октобар 2010. - Издавачка кућа: - Формат: дигитално преузимање  | [ 37 ]   |
| Queen of Clubs Trilogy: Diamond Edition | - Датум објављивања: 21. децембар 2010. - Издавачка кућа: - Формат: дигитално преузимање | [ 37 ]   |

## Награде и номинације
| Година | Номиновани/рад                             | Награда                                                                       | Резултат   |
| ------ | ------------------------------------------ | ----------------------------------------------------------------------------- | ---------- |
| 2011   | Love Story (Sultan and Ned Shepard ремикс) | Најбоља прогресив/хаус песма на 25. Међународној додели денс музичких награда | Номинација |
| 2011   | Fantasy (Morgan Page Remix)                | Најбољи ремикс на 53. додели Греми награда                                    | Номинација |
| 2012   | Feels So Good                              | Најбоља тренс песма на 27. Међународној додели денс музичких награда          | Освојено   |
| 2012   | Pressure (Алесо ремикс)                    | Најбоља прогресив песма на 27. Међународној додели денс музичких награда      | Освојено   |
| 2018   | Almost Home                                | Денс издање године на Јуно додели награда                                     | Номинација |